# Du riz pour la Somalie
L'opération « Du riz pour la Somalie » est un programme d'aide humanitaire français lancé en 1992 par Bernard Kouchner, alors ministre de la santé du gouvernement Bérégovoy. Elle était destinée à apporter de la nourriture aux habitants de Somalie touchés par la famine. En parallèle, s'est déroulée une opération de sensibilisation de la jeunesse française à l'action humanitaire (« Les enfants de France pour la Somalie »), où l'on demandait aux enfants d'apporter un kilo de riz chacun dans leur école, collège ou lycée. Ces dons devaient ensuite être acheminés vers la Corne de l'Afrique.

## Contexte
Après la chute du président Siyaad Barre en janvier 1991, la Somalie sombre dans la guerre civile. La crise est aggravée par trois facteurs : une sécheresse prolongée, la désorganisation complète des infrastructures du pays, qui ne permet pas de secourir les populations en détresse, et la volonté de plusieurs parties au conflit de bloquer les secours en direction de leurs adversaires. Ainsi, en plus des victimes directes de la guerre, la famine se répand dans le pays, elle entraînera entre 300 000 et 500 000 morts. L'ONU décide alors d'une opération de maintien de la paix (ONUSOM I) afin de faire respecter le cessez-le-feu accepté par les différentes parties et de permettre l'acheminement de l'aide humanitaire.
Bernard Kouchner, alors ministre de la Santé d'un gouvernement socialiste décide d'impliquer la France dans cette crise en portant assistance à la population de ce pays. Cofondateur de Médecins sans frontières puis de Médecins du monde, Kouchner est un défenseur du droit d'ingérence.
Il demande activement la participation de l'armée française à la mission de l'ONU, mais Pierre Joxe, alors ministre de l'Intérieur refuse, l'armée française étant déjà engagée dans des missions au Cambodge et en ex-Yougoslavie. L'entourage du ministre de la Défense voit cette action avant tout comme un tapage médiatique : « On est dans le règne absolu de la médiatisation ! ». Il était prévu qu'un pool de journalistes selectionnés soit à bord du Tadorne qui allait livrer le riz, pour capturer l'évènement.

## Modalités de l'opération
Le 20 octobre 1992, les élèves de 74000 établissements scolaires français sont invités à participer à cette opération en apportant chacun un kilo de riz à l'école. La collecte s'effectue avec l'aide du ministère de l’Éducation nationale alors dirigé par Jack Lang et le concours gracieux de la SNCF, de La Poste et de l'UNICEF. Selon le ministère de l'Éducation, environ 9300 tonnes de riz sont collectées. Les dons sont envoyés à Marseille d'où deux cargos, le Tadorne et la Briantais, les acheminent vers la Somalie à partir de novembre 1992.
Bernard Kouchner se rend sur place le 5 décembre 1992 pour s'assurer du bon déroulement des opérations de distribution. Sa venue est très médiatisée. Devant les journalistes de France 2 et TF1 le French doctor, pantalon retroussé et pieds dans l'eau porte un sac de riz vers la plage. Ce geste est resté l'un des « plus célèbres et controversés » du ministre. Par la suite,  Les Guignols de l'info parodieront la scène en présentant systématiquement Kouchner un sac de riz à l'épaule.

## Conséquences
Le principe de l'opération est remis en cause par certains professionnels de l'humanitaire qui pointent le coût de cette initiative par rapport à une aide financière directe, les détournements ou encore les temps de cuissons différents des riz collectés.
L'échec de cette opération entraîne une intervention militaire dirigée par les États-Unis, alors sous la présidence de George H. W. Bush, qui avait besoin de se refaire une image à la suite de la Guerre du Golfe, et sous l'égide de l'ONU, la Force d'intervention unifiée.